# Вільні люди (Гайнлайн)
«Вільні люди» (англ. Free Men) — науково-фантастичне оповідання Роберта Гайнлайна. Опубліковане в збірці «Світи Роберта Гайнлайна» (1966). Написане між 1947 і 1950 роками, судячи із передмови до нього в збірці «Нові світи Роберта Гайнлайна», де згадується, що воно було написане після роману «Ракетний корабель «Галілео»».

## Сюжет
В сюжеті, США були завойовані та окуповані після «20 хвилинної війни» та «Останньої неділі». Розповідається про важкий момент боротьби «Роти Свободи Барклея» — невеликої групи опору. Одним із кодових символів зв'язкових групи був малюнок «Тут був Кілрой».
Історія наповнена діями, але в ній міститься декільки полемік, основною спрямованістю яких є те, що вільні люди є вільними незалежно від зовнішніх обставин. Жорсткий захист свободи і американських ідеалів характерний для Гайнлайна і періоду відразу після Другої світової війни.